# Dornsberg
Der Dornsberg ist ein 153 m ü. NHN hoher Berg im Kalkrieser Berg östlich von Bramsche-Engter und nordwestlich von Bramsche-Evinghausen in Niedersachsen.

## Lage und Erhebungen
Der überwiegend bewaldete und schildartige Kalkrieser Berg ist ein nördlich dem Hauptkamm vorgelagerte Teil des Wiehengebirges. Nur wenige der Erhebungen sind als markante Berge auszumachen und entsprechend benannt. Der Dornsberg liegt im südlichen Teil des Kalkrieser Berges. Nach Süden markiert ein Oberlauf des Ahrenbachs die Trennung zum Steinberg auf dem Hauptkamm des Wiehengebirges. Die Trennung zur Schmittenhöhe wird etwa durch den Oberlauf des Kalkrieser Mühlenbachs markiert. Insgesamt präsentiert sich der Kalkrieser Berg als Hügelland. Rund um den Dornsberg liegen mehrere ähnlich hohe Kuppen; der Übergang Richtung Venner Berg jenseits eines linken Zulaufs des Venner Mühlenbachs im Nordosten ist nur wenig markant. Rund um den Dornsberg finden sich die Quellgebiete und Oberläufe des Engter Bach und von mehreren linken Zuläufen des Venner Mühlenbachs. Der Höhenzug liegt auf der Weser-Ems-Wasserscheide: der Südosten entwässert über die genannten Bäche Richtung Weser; der nordöstliche Teil Richtung Ems.

## Tourismus
Durch den Dornsberg verlaufen der Bersenbrücker-Land-Weg, der Birkenweg, der DiVa Walk und der Mühlenweg am Wiehengebirge, der Pickerweg, und die Via Baltica.